# Duplicopieur
Pour les articles homonymes, voir Copieur.
 (octobre 2024).
Si vous disposez d'ouvrages ou d'articles de référence ou si vous connaissez des sites web de qualité traitant du thème abordé ici, merci de compléter l'article en donnant les références utiles à sa vérifiabilité et en les liant à la section « Notes et références ».
Ne doit pas être confondu avec Multicopieur ou photocopieur.

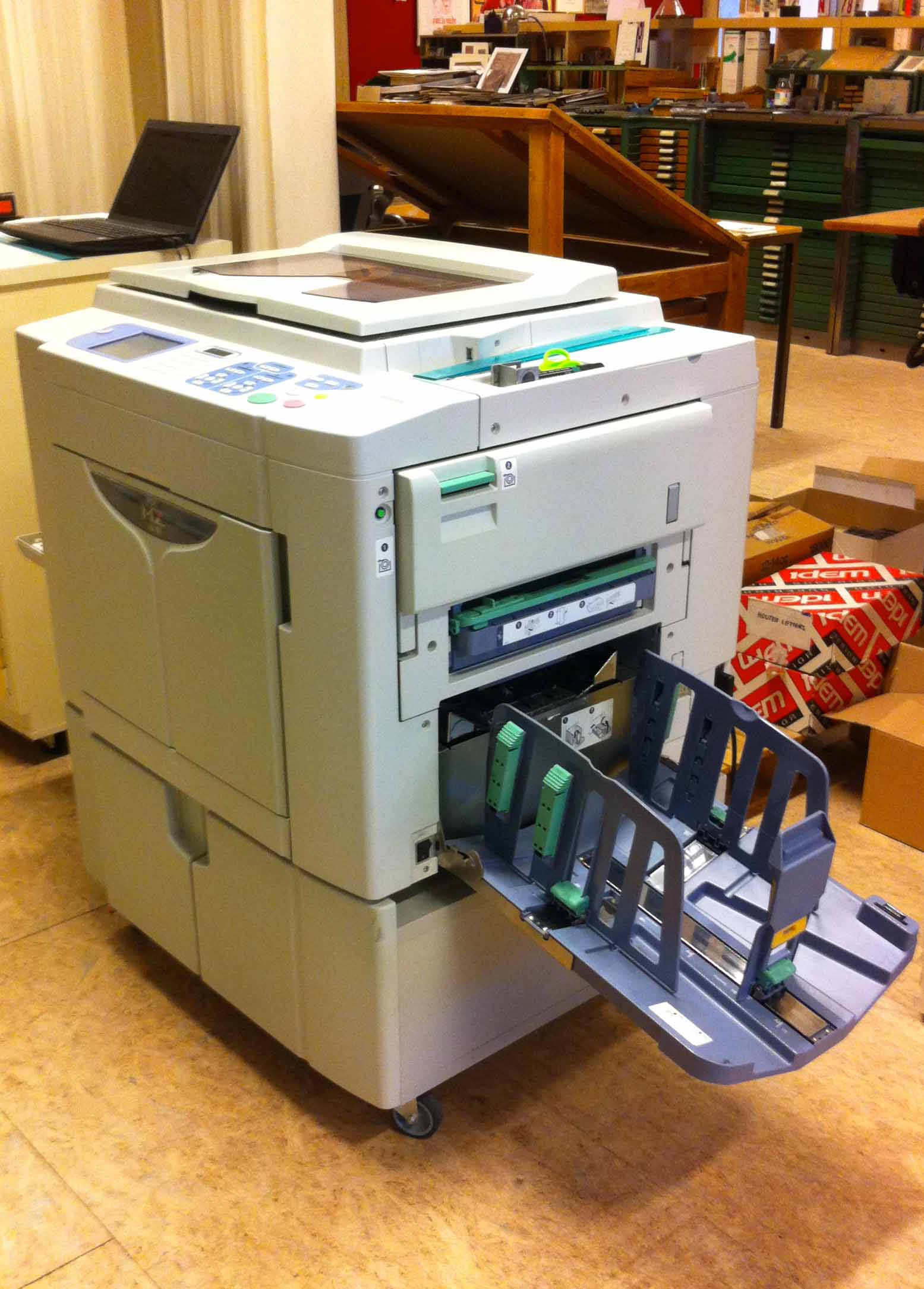
Un duplicopieur A3

Le duplicopieur ou risographe, parfois abrégé en copieur ou riso, est un duplicateur automatique de documents permettant de réaliser des copies multiples d'un original papier, comme un photocopieur, ou d'un fichier numérique, afin de reproduire des documents. La technologie employée est cependant différente utilisant le procédé d’impression offset souple, à froid. Le duplicopieur est optimisé pour la duplication massive de documents à faible coût afin de répondre à des besoins de production à cheval entre ceux de la reprographie et de l'imprimerie. L'intérêt principal est de pouvoir imprimer en une couleur des affiches, tracts au même coût qu'avec de l'encre noire.
La nouvelle génération de duplicopieurs couleur permet d'imprimer des documents triés de la même manière qu'un photocopieur. La qualité obtenue est néanmoins inférieure aux impressions laser ou jet d'encre.

## Histoire
À l’origine, le duplicopieur a été conçu pour des structures qui devaient reproduire des documents écrits, de manière la moins coûteuse possible (écoles, églises...). Ces structures utilisent à l'époque le miméographe : une technique qui limite considérablement le nombre de tirages.
C’est à partir de cette problématique que le Japonais Noboru Hayama met au point le premier duplicopieur utilisant la technique du pochoir. Il crée en 1946 l’atelier Riso-Sha qui va de la conception des machines à leur commercialisation. Pour continuer à réduire le coût d’impression, l’atelier met au point ses propres encres, Riso ink, dès 1954. Puis, la société change de nom en 1963 pour Riso Kagaku Corporation (en). À partir de 1986, le risographe est présent dans les écoles et entreprises américaines.  
À l’origine cette nouvelle technique d’impression a été pensée pour reproduire des documents contenant du texte. En 2000, arrive sur le marché le premier duplicopieur bicolore numérique : risoV 8000. 
À ce jour, il existe plus de 700 studios de risographie dans le monde, dont 368 en Europe. 

## Fonctionnement
Les duplicopieurs utilisent le procédé risographique qui est une technologie sous-jacente et très similaire au miméographe adapté aux techniques de Duplication numérique (en). Il regroupe plusieurs processus qui étaient autrefois effectués manuellement, par exemple à l'aide du système Print Gocco et des systèmes développés par la société Gestetner tel que le cyclostyle.
Le document à reproduire est scanné directement sur la machine. Sur les nouveaux duplicopieurs il est possible d’envoyer le fichier PDF à partir d’une connexion USB. La machine crée ensuite un modèle de ce document, appelé master. Le master, papier à base d’acétate recouvert de cire, vient s’enrouler sur le tambour qui est l’élément encreur du duplicopieur. En effet les cartouches de couleurs sont insérées dans des tambours qui sont introduits dans la machine, selon la couleur souhaitée pour l’impression. Comme en sérigraphie, la riso fonctionne par couche de couleur, pour chaque couleur un document doit être scanné ou envoyé à la machine afin de créer un master.
C’est une impression monochrome, c’est-à-dire une couleur à la fois. L’impression riso est un procédé à jet d’encre à froid, le séchage de l’encre est instantané et il est important d’utiliser des papiers non couchés pouvant boire l’encre.

## Utilisation
Un duplicopieur ne sert pas seulement à reproduire des documents textes le plus souvent administratifs. Du fait du rendu particulier : les couleurs, la spécificité des papiers non couchés et autres aspects de l’impression, les graphistes et le milieu de l’art, se sont vite intéressés à cette technique. Le rendu de l'impression est très reconnaissable, le risographe crée automatiquement une trame, plus ou moins fine. 
Sa popularité auprès des artistes peut s'expliquer par l'imperfection de l'impression, qui diffère de page en page selon la méthode de chaque artiste-risographe. 
Il existe une plate forme internet, mise en place par l’atelier de riso américain Issue Press, visant à créer une communauté d’artistes risographes dans le monde.